# Stigmatophora rhodophila
Stigmatophora rhodophila là một loài bướm đêm thuộc phân họ Arctiinae, họ Erebidae.